# Strelitziaceae
Strelitziaceae је фамилија тропских и суптропских монокотиледоних скривеносеменица из реда Zingiberales. Обухвата 3 рода са 7 врста.